# Jüdische Lesehalle

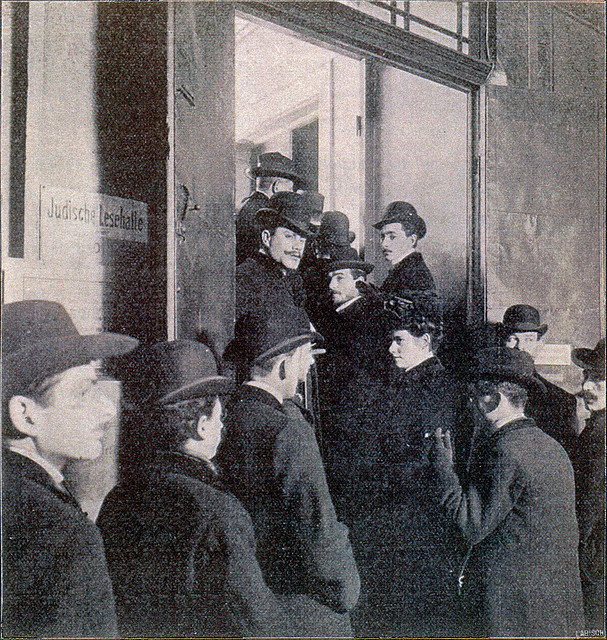
Der Eingang zur Jüdischen Lesehalle (um 1905)

Die Jüdische Lesehalle war eine öffentliche Leihbibliothek in Berlin, die 1894 im Zuge der Lesehallenbewegung gegründet wurde. Die Initiative ging dabei von zionistisch gesinnten russisch-jüdischer Studenten aus. Getragen wurde das Projekt von einem Verein jüdische Lesehalle und Bibliothek, dem bei der Gründung Martin Philippson und Julius Isaac als Vorsitzende und Willy Bambus als Schriftführer vorstand. Das Amt des Bibliothekars der Lesehalle bekleidete von 1895 bis 1902 Leo Winz.
Die Lesehalle war zunächst in zwei Zimmern im Hotel Cassel in der Burgstraße 16 untergebracht, bevor sie sich 1897 im Seitenflügel der Oranienburger Straße 28 direkt neben der Neuen Synagoge etablierte. Der Buchbestand wuchs rasch an, und die genutzten Räume erwiesen sich bald als unzureichend, so dass die Lesehalle 1903 erst ins Vorderhaus desselben Gebäudes und 1908 an die Oranienburger Straße 58 umzog. 1920 bildeten die Bestände der Jüdischen Lesehalle den Grundstock einer Filiale der 1910 gegründeten Bibliothek der jüdischen Gemeinde in der Synagoge Fasanenstraße 79/80.